# Aleš Debeljak
Aleš Debeljak foy un escriptor i poeta eslovè. Professor del Departament d'Estudis Culturals de la Universitat de Liubliana i va dirigir el Centre d'Estudis Religiosos i Culturals. Llicenciat en Literatura Comparada a la Universitat de Liubliana i doctor en Pensament Social per la Universitat de Syracuse, Nova York. Va ser becari Fulbright a la Universitat de Califòrnia i en l'Institut d'Estudis Avançats del Collegium de Budapest. Ha col·laborat com a editor a de Prague Literary Review i Verse, ha estat membre del comitè editorial del Davies Publishing Group i editor general de la sèrie Terra Incognita: Writings from Central Europe, publicada per la White Pine Press.
Considerat un dels grans poetes de l'Europa central, va publicar vuit assaigs i sis llibres de poesia en eslovè. Han estat traduïts a l'anglès els seus poemaris: Anxious Moments (1994), Dictionary of Silence (1999) i The City and the Child (1999), i els seus assaigs: Twilight of the Idols: Recollections of a Lost Yugoslavia (1994) -traduït al castellà amb el títol El crepúsculo de los ídolos: muerte del siglo veinte en los Balcanes-, Reluctant Modernity: The Institution of Art and its Historical Forms (1998) i The Imagination of Terra Incognita: Slovenian Writing 1945-1995 (1997).
Ha estat guardonat amb el Premi de la Fundació Prešeren -premi nacional del llibre eslovè-, el premi israelià de poesia per a la pau Miriam Lindberg i el premi de poesia Chiqyu, de Tokyo. La primavera del 2002 va ser professor convidat per la Universitat de Klagenfurt, Àustria.